# التنمارکت ایم پانگو
التنمارکت ایم پانگو (به آلمانی: Altenmarkt im Pongau) یک شهر بازاری و municipality of Austria در اتریش است که در St. Johann im Pongau District واقع شده‌است.